# The Man I Love
The Man I Love è un celebre brano musicale con musiche di George Gershwin e parole di Ira Gershwin.
Toccante motivo in bilico tra il jazz e il blues, racconta la passione di una donna che immagina l'uomo che vorrebbe amare.

## Versioni registrate
- Benny Goodman
- Cher
- Kate Bush in The Glory of Gershwin (1994)
- Rita Coolidge
- Miles Davis in Miles Davis and the Modern Jazz Giants (1959)
- Barbra Streisand in Back To Broadway (1993)
- Vaughn De Leath con l'orchestra di Paul Whiteman
- Judy Garland alla radio nel 1944
- Ella Fitzgerald in Ella Fitzgerald Sings the George and Ira Gershwin Songbook (1959)
- Valeria Golino nel film Hot Shots!
- Billie Holiday
- Lena Horne
- Etta James
- Stan Kenton in Stan Kenton On AFRS (1944-1945)
- Frances Langford
- Ledisi
- Peggy Lee
- Ivri Lider per la colonna sonora di The Bubble
- Patti LuPone in Lady With the Torch
- Liza Minnelli
- Helen Morgan
- Hazel O'Connor
- Anita O'Day in An Evening with Anita O'Day (1956)
- Sophie Braslau[1]
- Diana Ross
- Diane Schuur
- Donna Summer
- Kiri Te Kanawa
- Sophie Tucker
- Sarah Vaughan con Michael Tilson Thomas e la Los Angeles Philharmonic Orchestra
- Dinah Washington
- Alison Moyet in Voice (2004)
- Lee Adam Wilshier in Lover Man (2008)
- Hindi Zahra
- Caetano Veloso
- Tony Bennett e Sheryl Crow
- Helen Forrest
- Zoot Sims
- Iva Zanicchi nell'album In cerca di te (2013)
- Mina nell'album Ti conosco mascherina (1990)
- Giorgia al Festival di Sanremo 2008